# Смит, Уортингтон Джордж
Уо́ртингтон Джордж Смит (англ. Worthington George Smith; 1835—1917) — британский миколог, ботанический иллюстратор и антиквар.

## Биография
Уортингтон Джордж Смит родился в Лондоне 18 марта 1835 года. Начальное образование получал в местной школе, затем устроился на работу архитектора под руководством Хораса Джонса. В 1861 году он оставил эту профессию, решив стать свободным художником. На протяжении 20 лет он создавал иллюстрации для журнала The Builder.
С 1869 года Смит работал главным иллюстратором ботанического журнала The Gardeners' Chronicle. Также его рисунки появлялись в статьях Journal of Horticulture и других изданий. С 1870 по 1876 он работал в редакции Floral Magazine.
Уортингтон Джордж Смит был автором нескольких популярных и научно-популярных работ, описывающих съедобные и ядовитые грибы. Его иллюстрации использовались в A selection of the eatable funguses of Great Britain Маргарет Плюс (1866, под редакцией Роберта Хогга и Джорджа Уильяма Джонсона).
В 1875 году Смит был удостоен золотой медали Найта Королевского садоводческого общества за статью о паразите картофеля Phytophthora infestans. Вскоре после её выхода Антон де Бари указал на существенные фактические ошибки в ней, однако это осталось незамеченным.

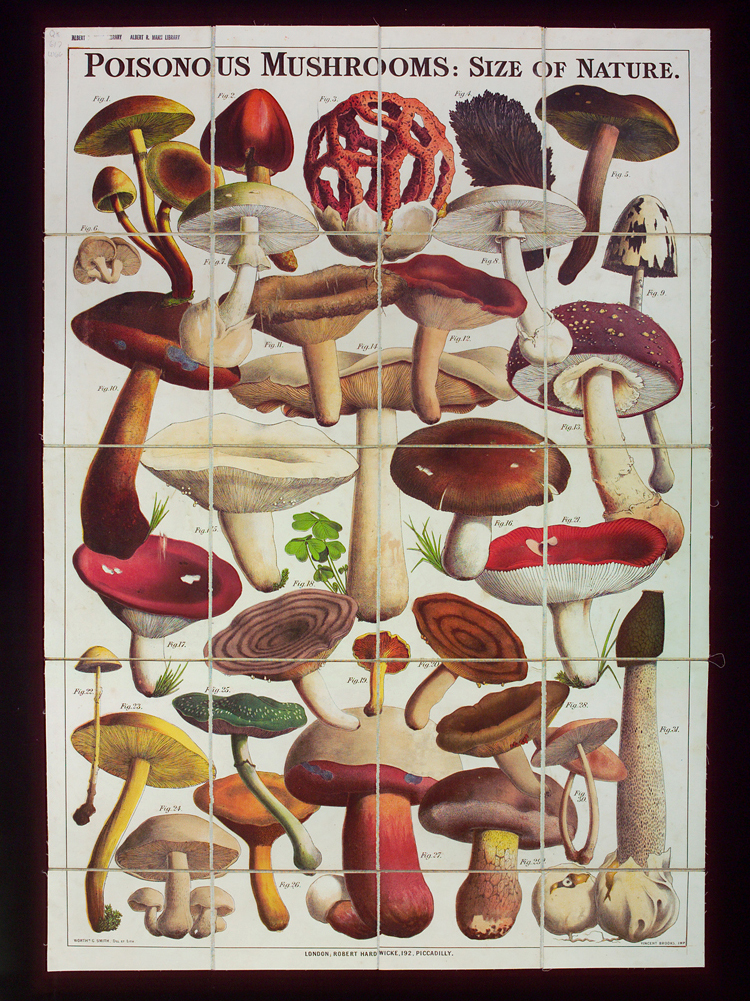
Иллюстрация «Ядовитые грибы»

В 1896 году Уортингтон Джордж стал одним из членов-основателей Британского микологического общества, в 1904 году стал его президентом. В 1907 году Смит был удостоен Памятной медали Вейча Королевского садоводческого общества.
Работы Смита по микологии нередко подвергались критике со стороны учёных. Например, известный своими саркастическими статьями Кёртис Гейтс Ллойд назвал его книгу Synopsis of the British basidiomycetes «попыткой жителя тропического леса написать книгу о природе Сахары».
Помимо микологии и ботанической иллюстрации Смит также интересовался изучением археологических памятников эпохи раннего палеолита (4 из 5 таких памятников на территории Великобритании были обнаружены Смитом), а также различными антикварными вещами.
Основная часть образцов грибов из гербария Смита, а также множество акварелей хранятся в Британском музее Лондона.

## Некоторые научные публикации
- Smith, W.G. Mushrooms and toadstools. — London, 1867. — 64 p.
- Smith, W.G. Outlines of British Fungology: Supplement. — London, 1891. — 381 p.
- Smith, W.G. Guide to Sowerby's models of British fungi. — London, 1893. — 82 p.
- Smith, W.G. Synopsis of the British basidiomycetes. — London, 1908. — 531 p.